# Обел
О́бел (болг. Обел) — село в Благоєвградській області Болгарії. Входить до складу общини Благоєвград.

## Населення
За даними перепису населення 2011 року у селі проживали 26 осіб, усі — болгари.
Розподіл населення за віком у 2011 році:
Динаміка населення: